# Сетевое оборудование Siemens

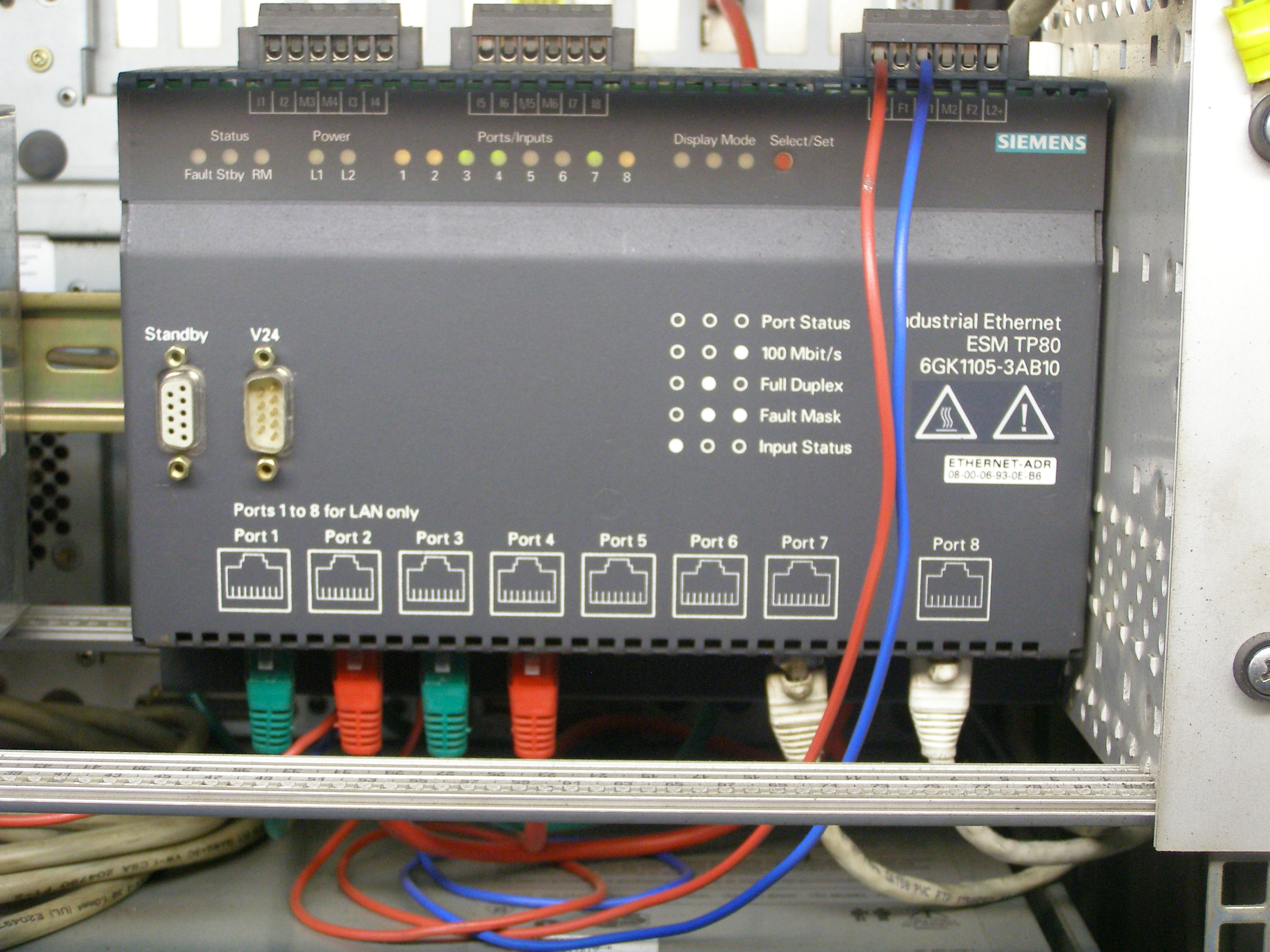
Siemens ESM TP80 (6GK1105-3AB10) — 8-портовый (RJ45) концентратор для технологии Industrial Ethernet

Для создания сетевых конфигураций, использующих обмен данными между промышленными компьютерами, программируемыми контроллерами, системами человеко-машинного интерфейса а также для подключения к контроллерам удаленного оборудования (датчиков и исполнительных устройств) по технологии Industrial Ethernet, AS-i и т.д. Siemens классами выпускает специальное сетевое оборудование. 
Используется различная среда передачи сигнала (витая пара и оптическое волокно). 
Выпускаются специальные модели, для повышения надёжности сети, сконструированные для дублирования модулей (функции управления резервированием англ. Redundancy Manager, RM). Время реконфигурирования сети не превышает 0,3 с. В случае обнаружения ошибок в работе сети модуль способен отправлять сообщения об ошибках в систему контроля состояния сети или по заданному адресу электронной почты.

## Коммутаторы

### ESM
(англ. Electrical Switch Module) — доступное решение для построения коммутируемых сетей Industrial Ethernet со скоростью передачи 100 Мбит/с. 

### ELS
(англ. Electrical Lean Switch) — предназначены для построения магистральных и звездообразных конфигураций сети Industrial Ethernet 10/100 Мбит/с с электрическими каналами связи (стандартным FC (англ. Fast Connect) Industrial Ethernet кабелем (категория 5) 2x2 с использованием метода прокалывания изоляции).
| Наименование                                                         | ELS TP40/ELS TP40M                                                                                               | ELS TP80 |
| -------------------------------------------------------------------- | --- | --- |
| Скорость передачи данных                                             | 10/100 Mбит/с | 10/100 Mбит/с |
| Подключение блока питания =24                                        | 3-полюсный терминальный блок с контактами под винт                                                               | 3-полюсный терминальный блок с контактами под винт                                                               |
| Напряжение питания                                                   | =24 В (18 … 32 В)                                                                                                | =24 В (18 … 32 В)                                                                                                |
| Потребляемый ток                                                     | 150 мА/215 мА | 150 мА |
| Потребляемая мощность при =24 В                                      | 3,6 Вт/5,2 Вт | 3,6 Вт |
| Интерфейсы                                                           | | |
| подключения станций Industrial Ethernet                              | 2 гнезда RJ45 (10/100 Мбит/с, ТР)                                                                                | 8 гнезд RJ45 (10/100 Мбит/с, ТР)                                                                                 |
| подключения IE FC TP кабеля                                          | 2 контакта с подключением жил методом прокалывания изоляции (10/100 Мбит/с)                                      | - |
| Длина TP линии связи                                                 | | |
| 0…100 м, стандартный IE FC TP кабель;                                | 0…100 м, стандартный IE FC TP кабель;                                                                            | |
| 0…85 м, морской/гибкий IE TP FC кабель через IE FC RJ45 соединитель; | 0…90 м, стандартный IE FC TP кабель TP корд длиной 10 м;                                                         | |
| 0…90 м, стандартный IE FC TP кабель + TP корд длиной 10 м;           | 0…75 м, морской/гибкий IE FC TP кабель TP корд длиной 10 м.                                                      | |
| 0…75 м, морской/гибкий IE FC TP кабель + TP корд длиной 10 м.        | | |
| Диапазон температур:                                                 | | |
| рабочий                                                              | от 0 °C до +60 °C                                                                                                | от 0 °C до +60 °C                                                                                                |
| хранения и транспортировки                                           | от −40 °C до +80 °C                                                                                              | от −40 °C до +80 °C                                                                                              |
| Относительная влажность во время работы                              | < 95 % | < 95 % |
| Конструкция:                                                         | | |
| габариты в мм                                                        | 145 x 126,5 x 62,5                                                                                               | 145 x 126,5 x 62,5                                                                                               |
| масса                                                                | 950 г | 950 г |
| Монтаж                                                               | На стандартную профильную шину DIN, на профильную шину S7-300, настенный монтаж. Только горизонтальная установка | На стандартную профильную шину DIN, на профильную шину S7-300, настенный монтаж. Только горизонтальная установка |
| Степень защиты                                                       | IP20 | IP20 |
| Одобрения:                                                           | | |
| уровень генерирования радиопомех                                     | EN 61000-6-4 | EN 61000-6-4 |
| стойкость к шумам                                                    | EN 61000-6-2 | EN 61000-6-2 |
| UL                                                                   | UL 1950 | UL 1950 |
| CSA                                                                  | CSA C22.2 No. 950                                                                                                | CSA C22.2 No. 950                                                                                                |
| FM                                                                   | FM 3611 | FM 3611 |
| C-Tick                                                               | AS/NZS 2064 (класс A)                                                                                            | AS/NZS 2064 (класс A)                                                                                            |
| CE                                                                   | Да | Да |

## Преобразователи интерфейсов

### OLM

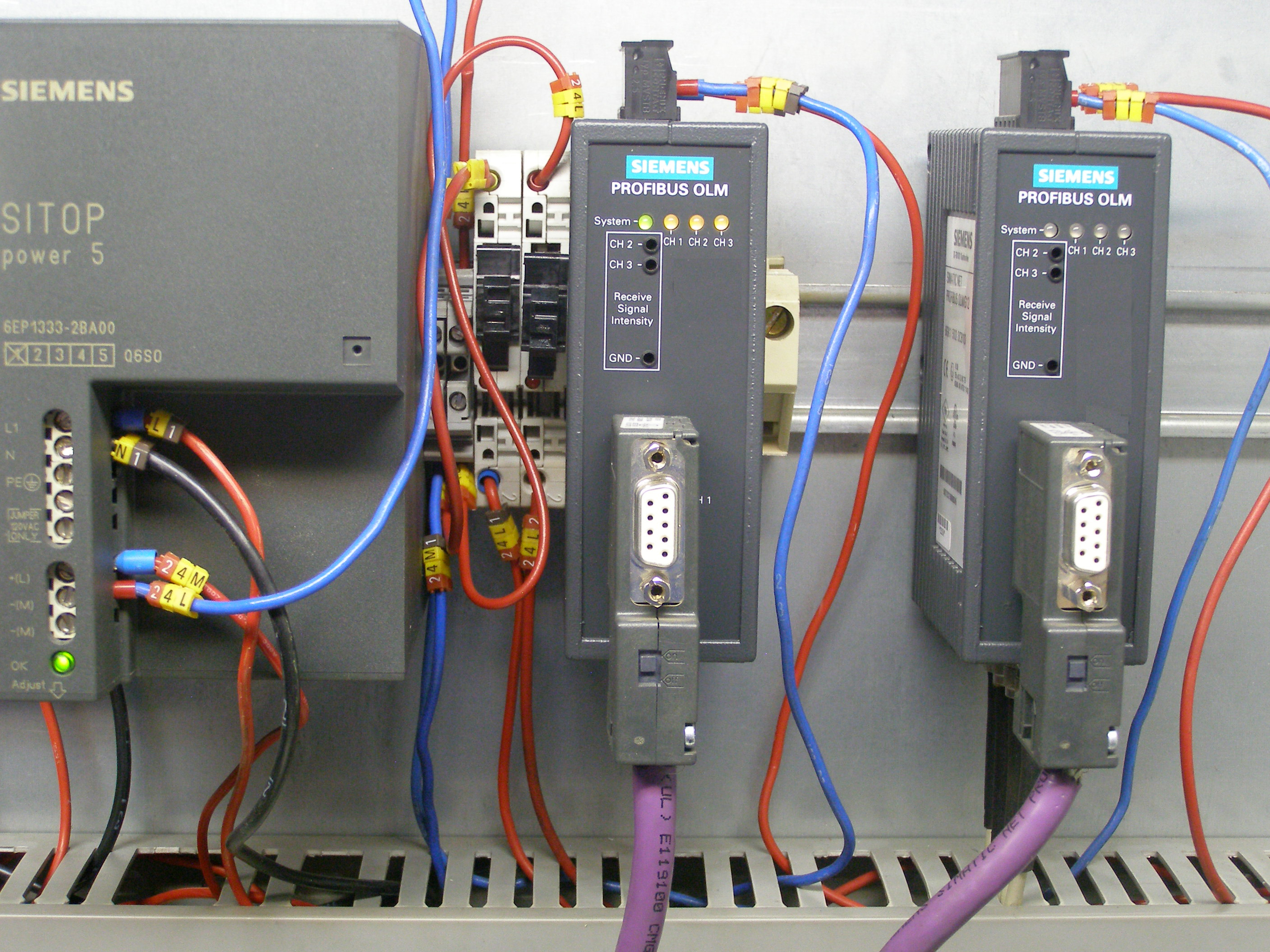
OLM/G12

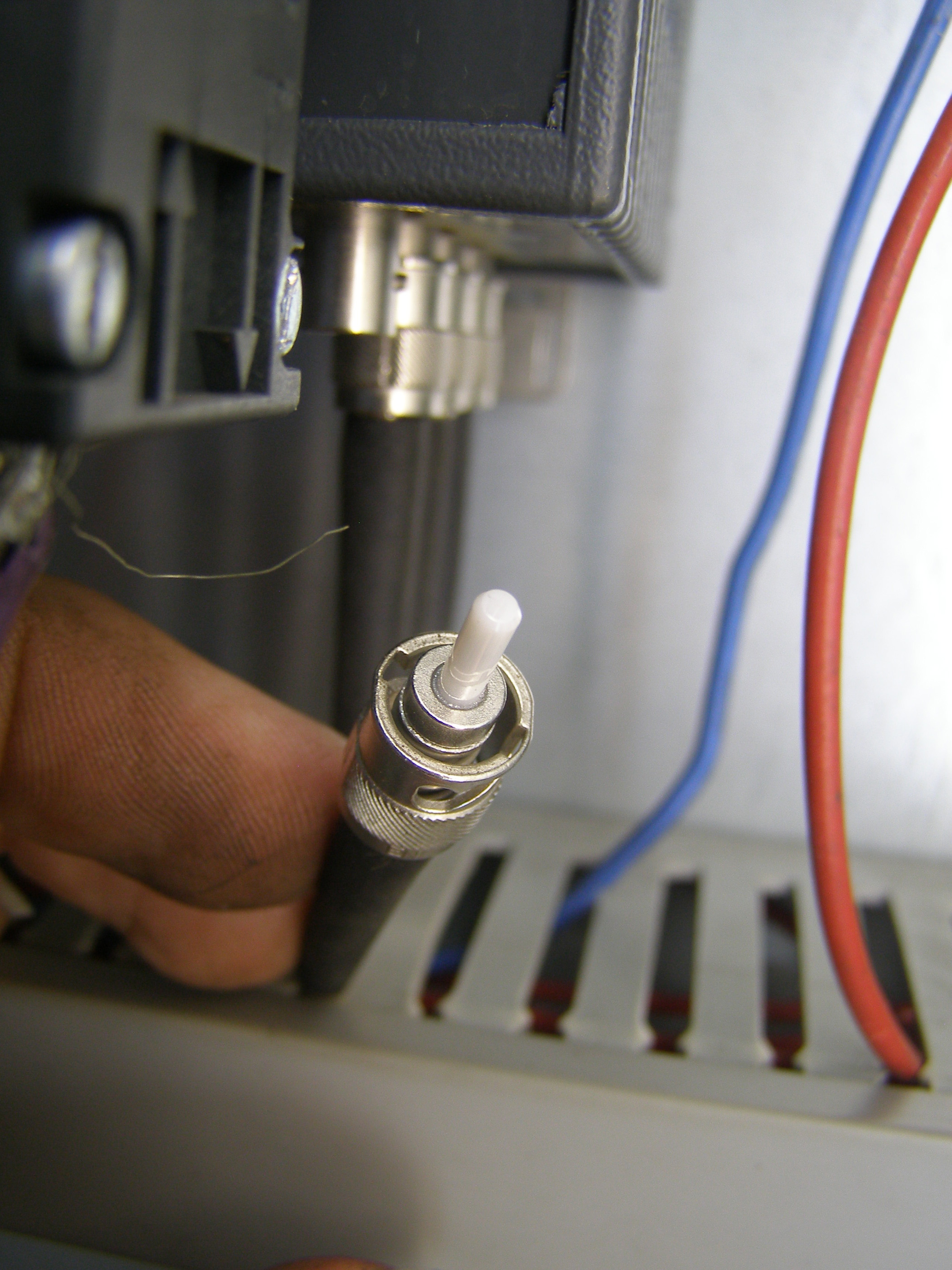
Оптический кабель, подключаемый к модулю OLM/G12

англ. Optical Link Module, OLM — преобразователи интерфейсов сетевых полевых шин PROFIBUS из электрических (уровень RS-485) в оптические и наоборот.

## Внешние ссылки
- Продукты каталога IK. Системы промышленной связи SIMATIC NET
- Модули ESM для Industrial Ethernet
- High-performance PC communication for Industrial Ethernet and Profibus